# Reiningue
Reiningue is een gemeente in het Franse departement Haut-Rhin in de regio Grand Est en telde op 1 januari 2022 1.923 inwoners.
De gemeente maakt deel uit van het arrondissement Mulhouse en sinds 22 maart 2015 van het kanton Kingersheim. Daarvoor maakte Reiningue deel uit van het kanton Wittenheim.

## Geografie
De oppervlakte van Reiningue bedroeg op 1 januari 2022 18,54 vierkante kilometer; de bevolkingsdichtheid was toen 103,7 inwoners per km².

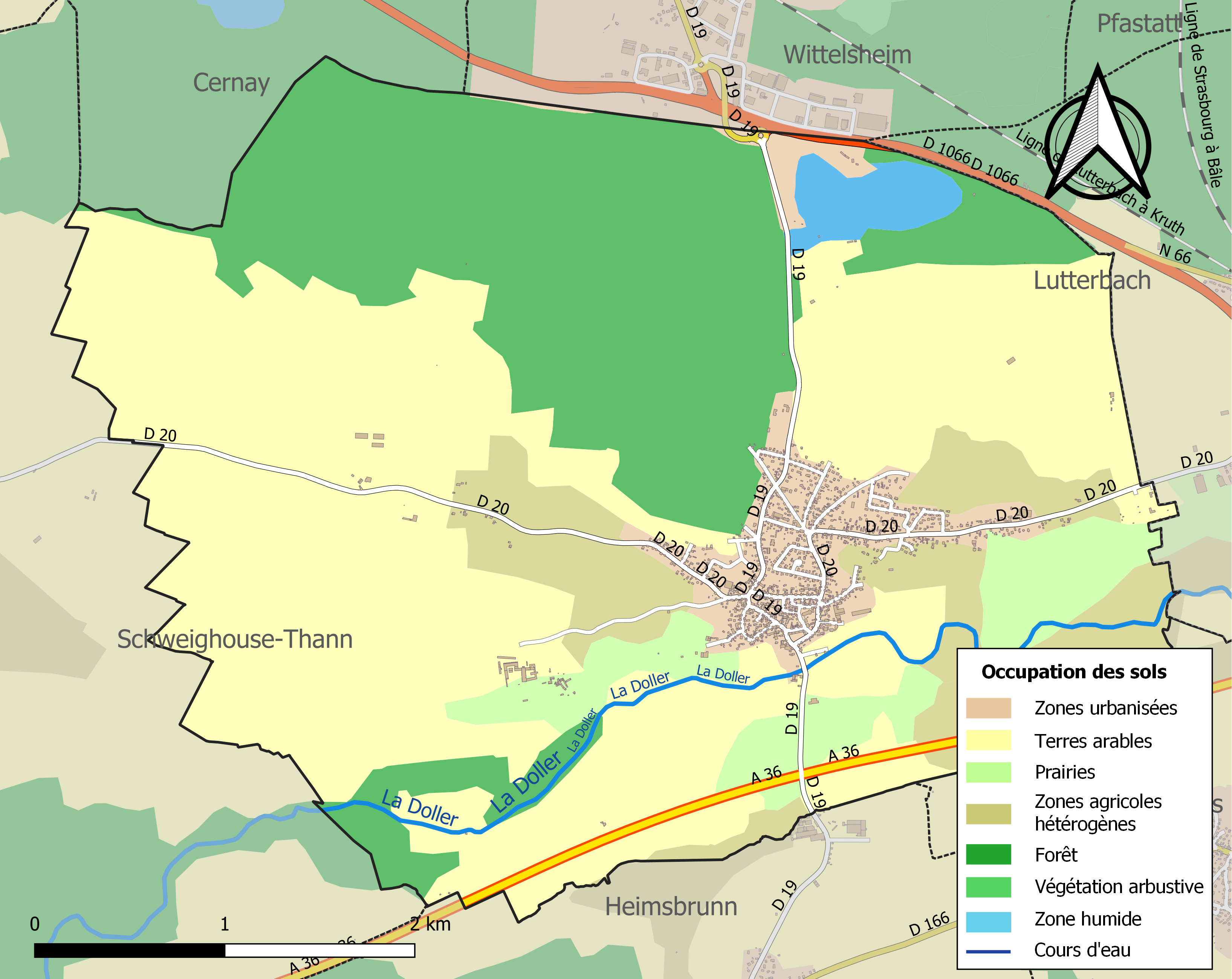
Kaart van de gemeente met de belangrijkste infrastructuur, bodemgebruik en omliggende gemeenten

## Demografie
Onderstaande figuur toont het verloop van het inwonertal (bron: INSEE-tellingen).